# Haapakari (klippor)
Haapakari är öar i Finland. De ligger i Finska viken och i kommunen Fredrikshamn i landskapet Kymmenedalen, i den södra delen av landet. Öarna ligger omkring 20 kilometer öster om Kotka och omkring 130 kilometer öster om Helsingfors.
Arean för den av öarna koordinaterna pekar på är 1 hektar och dess största längd är 170 meter i sydöst-nordvästlig riktning. Närmaste större samhälle är Fredrikshamn, 17,9 km norr om Haapakari.